# Pornografia de vingança

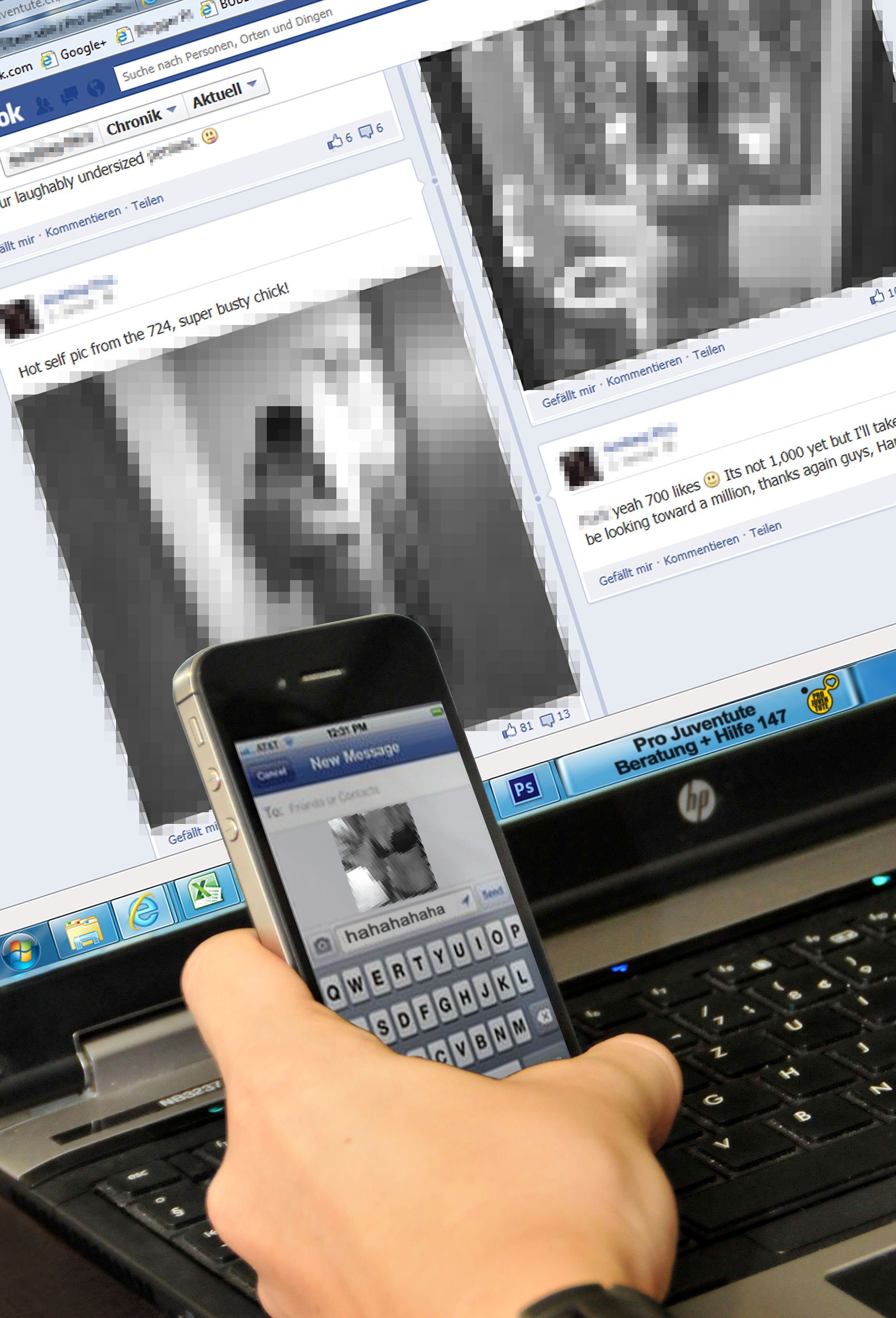
Ato de vingança pornográfica no Facebook.

A pornografia de vingança (em inglês, revenge porn) é uma expressão que remete ao ato de expor publicamente, na Internet, fotos ou vídeos íntimos de terceiros, sem o consentimento dos mesmos, mesmo que estes tenham se deixado filmar ou fotografar no âmbito privado. Isto geralmente ocorre após o fim de um relacionamento amoroso, quando um dos envolvidos divulga cenas íntimas do outro, como forma de "vingar-se" do antigo parceiro. No Brasil, o ex-jogador de futebol e atualmente senador Romário apresentou, em outubro de 2013, um projeto de lei que transforma em crime a divulgação indevida de material íntimo. Em junho de 2015, o Google passou a aceitar pedidos de usuários para remoção de buscas que tenham relação com pornografia de vingança.
Em 2014, no Brasil, foi promulgado o Marco Civil da Internet, Lei Federal nº 12.965/2014, que dispõe, em seu art. 21, que o provedor de aplicações de internet que disponibilizar conteúdo gerado por terceiros será responsabilizado subsidiariamente pela violação da intimidade decorrente da divulgação, sem autorização de seus participantes, de imagens, de vídeos ou de outros materiais contendo cenas de nudez ou de atos sexuais de caráter privado, quando deixar de promover a indisponibilização desse conteúdo, de forma diligente, após o recebimento de notificação extrajudicial pelo participante ou seu representante legal.

## Nomenclatura
Não existe uma tradução oficial para a locução inglesa revenge porn. No Brasil, a mídia tem utilizado expressões tais como "vingança pornô", "pornô revanche", "pornografia de revanche" ou até mesmo o genérico "exposição sexual na internet". No meio acadêmico, também é utilizado o termo "disseminação não consensual de imagens íntimas" .